# 里克·古德曼
里克·古德曼是一名游戏制作者。他也是Stainless Steel工作室的创建者。里克因其设计的《帝国时代》和《地球帝国》等即时战略游戏而闻名。

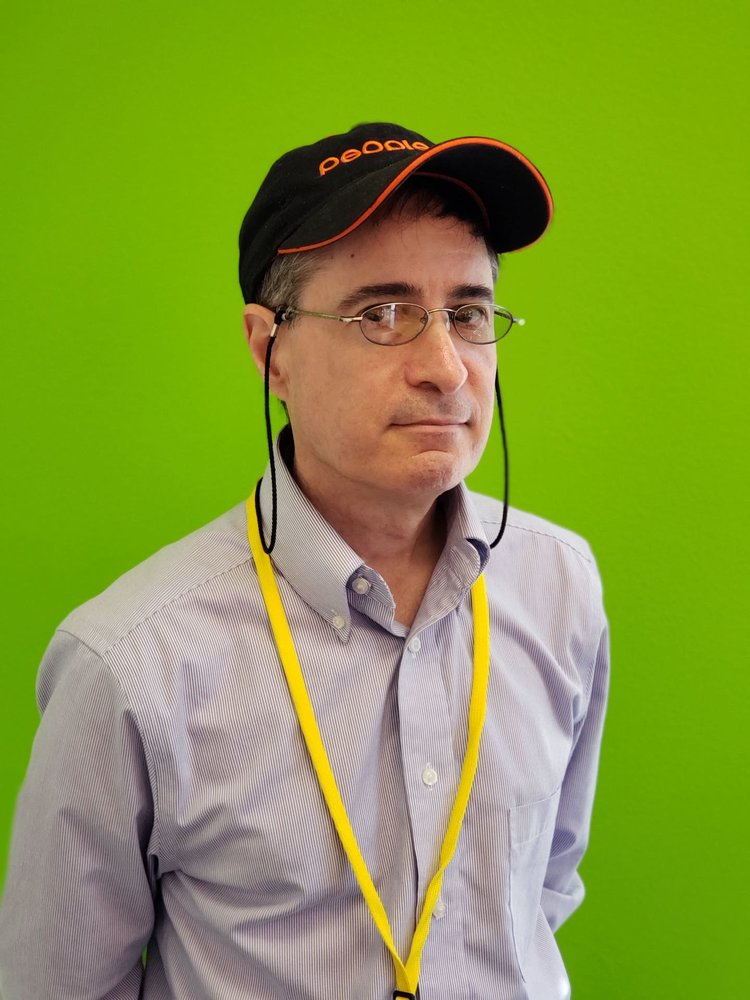
里克的照片

1995年，里克创办了全效工作室。 首个游戏是《世紀帝國》。
之后，他离开了全效工作室，并与Dara-Lynn Pelechatz于1998年创办了Stainless Steel工作室。
2005年，Stainless Steel工作室倒闭。